# Ozero Osotno
Ozero Osotno (ryska: Озеро Осотно) är en sjö i Belarus.   Den ligger i voblasten Vitsebsks voblast, i den norra delen av landet, 240 km nordost om huvudstaden Minsk. Ozero Osotno ligger 149 meter över havet. Den sträcker sig 0,7 kilometer i nord-sydlig riktning, och 0,3 kilometer i öst-västlig riktning.
I omgivningarna runt Ozero Osotno växer i huvudsak blandskog. Runt Ozero Osotno är det glesbefolkat, med 10 invånare per kvadratkilometer.